# Holmer Sandberge

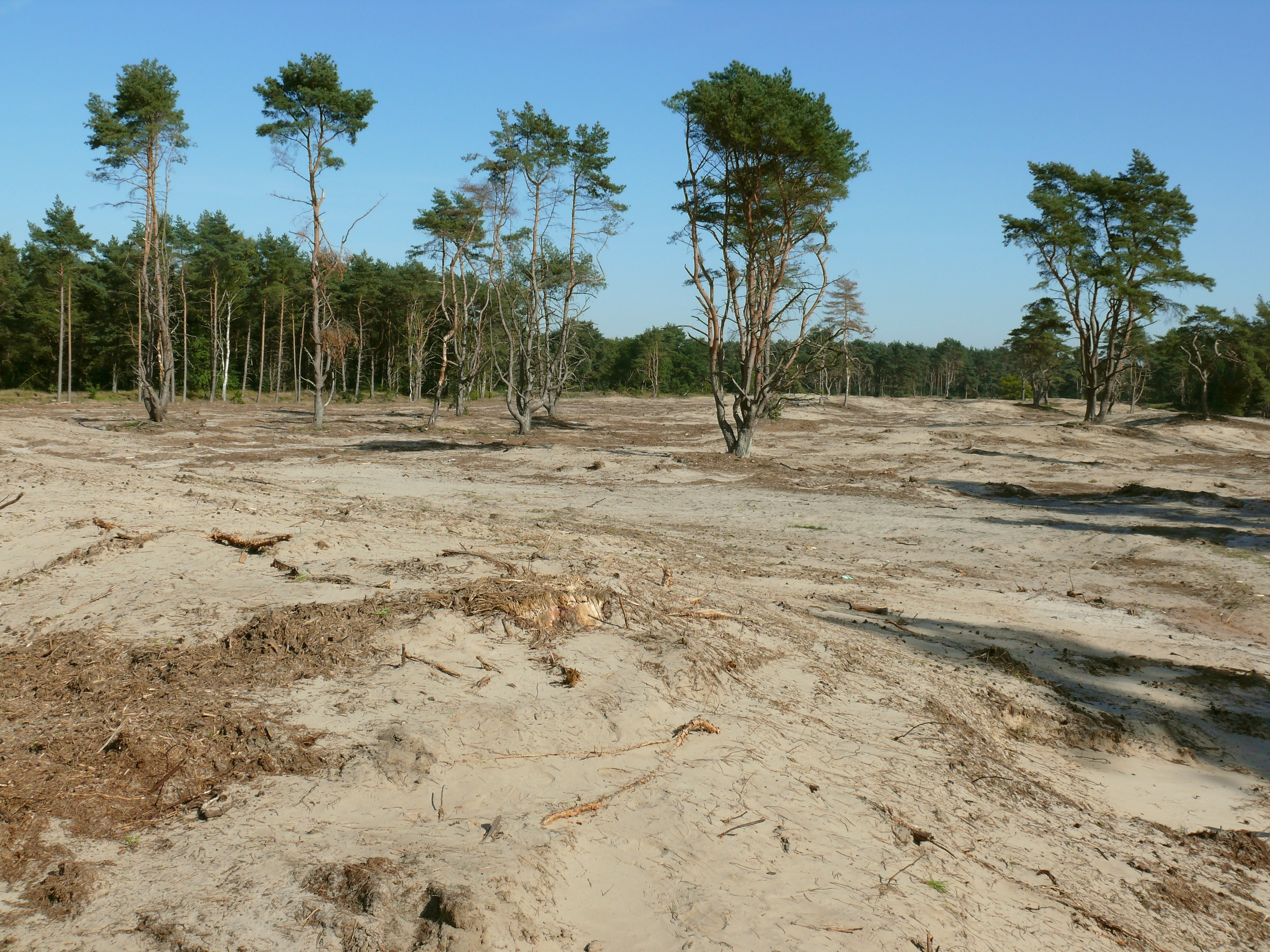
Holmer Sandberge 2009

Die Holmer Sandberge liegen im Kreis Pinneberg in Schleswig-Holstein zwischen den Gemeinden Appen (Ortsteil Appen-Etz), Holm und der Stadt Wedel.
Es handelt sich bei den Holmer Sandbergen um ehemalige Dünen am Rande des einstigen Urstromtales der Elbe. Sie sind inzwischen bewaldet und zeichnen sich durch eine reichhaltige Flora und Fauna aus.
Die Holmer Sandberge sind Landschaftsschutzgebiet und sind in das Netzwerk Natura 2000 gemäß der FFH-Richtlinie eingebunden und dienen auch der Naherholung. Darüber hinaus ist die Dünensandlandschaft auch als Geotop ausgewiesen.